# Sycon munitum
Sycon munitum är en svampdjursart som beskrevs av Jenkin 1908. Sycon munitum ingår i släktet Sycon och familjen Sycettidae.
Artens utbredningsområde är havet utanför Tanzania. Inga underarter finns listade i Catalogue of Life.